# Roughshod
Roughshod er en amerikansk stumfilm fra 1922 af B. Reeves Eason.

## Medvirkende
- Buck Jones som 'Steel' Brannon
- Helen Ferguson som Betty Lawson
- Ruth Renick som Josephine Hamilton
- Maurice 'Lefty' Flynn som 'Satan' Latimer
- Jack Rollens som Les Artwell
- Charles Le Moyne som Denver